# مرغ مگس دم‌پرستویی
مرغ مگس دم‌پرستویی (نام علمی: Eupetomena macroura) نام یک گونه از تیره مگس‌مرغان است.
زیستگاه این پرنده در شرق و مرکز امریکای جنوبی و ترجیحاً در مناطق نیمه‌باز، جنگل‌های پراکنده، مناطق ساحلی و باغات می‌باشد. دم این پرنده از رنگ‌های سبز، آبی، بنفش و … تشکیل شده و طول ان تا ۱۶ سانتی متر نیز می‌رسد. مرغ مگس دم‌پرستویی می‌تواند با سرعت باور نکردنی، ۲۰ بار در ثانیه بال بزند. شهد گلها غذای اصلی این پرنده بسیار زیباست.